# Берзин, Ян Андреевич (Герой Советского Союза)
Ян Андре́евич Бе́рзин (латыш. Jānis Bērziņš; 9 сентября 1901, Лифляндская губерния — 3 июля 1956, Киев) — военный инженер, участник Великой Отечественной войны, Герой Советского Союза, гвардии полковник.

## Биография

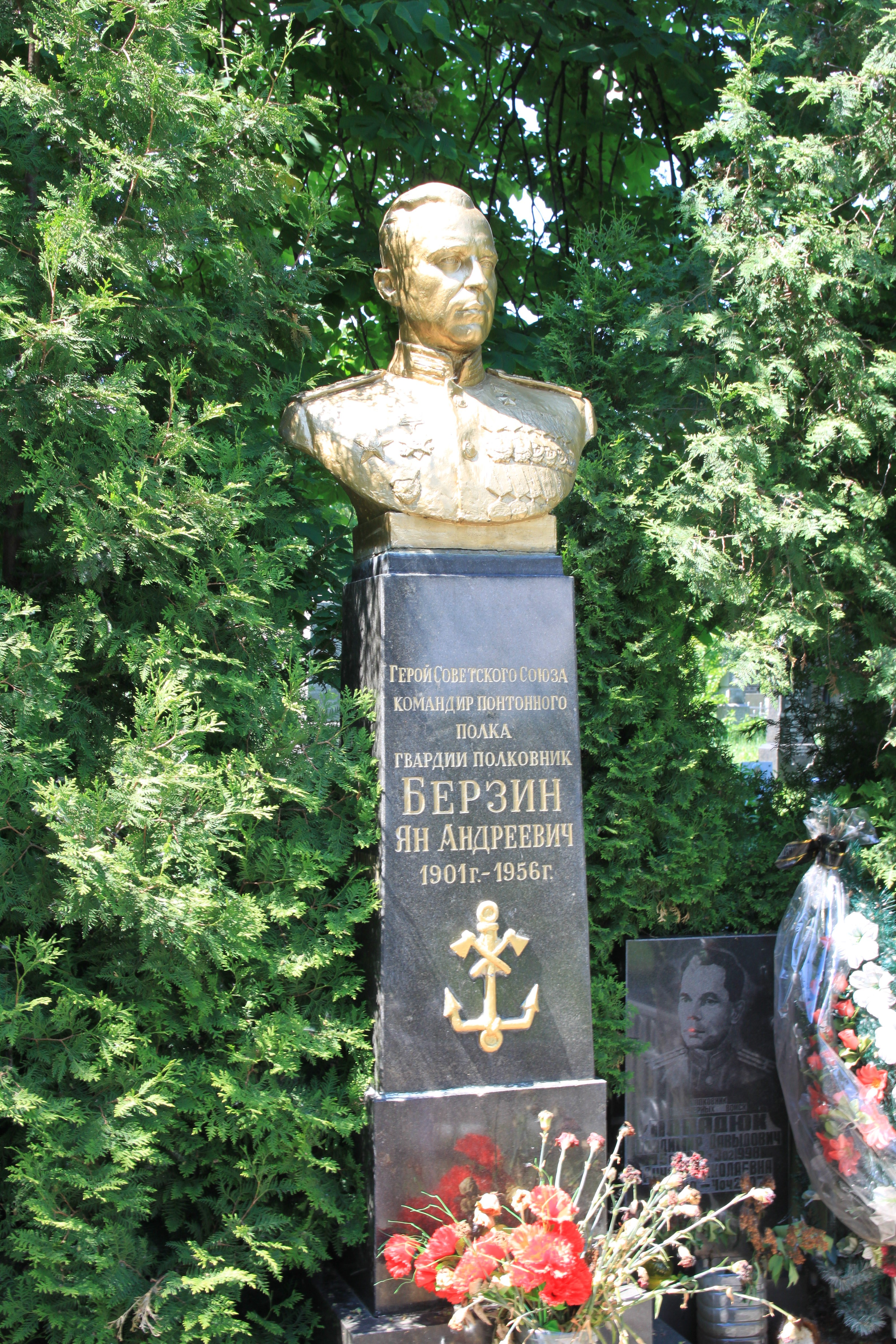
Могила Берзина на Лукьяновском военном кладбище Киева.

Родился 9 сентября 1901 года в селе Сиссегаль (Лифляндская губерния, позднее Рижский район) в семье бедного батрака, латыш. Во время Первой мировой войны с семьёй переехал в город Рыбинск.
Член РКП(б) с 1918 года. В Красной Армии с сентября 1918 по 1937 год. Участник Гражданской войны. В 1923 году окончил Казанскую военно-инженерную школу, а в 1936 году — курсы при Военно-инженерной академии.
В 1941 году вновь призван на службу. Как командир строительного батальона укреплял новые границы Советского Союза на Западной Украине. С началом Великой Отечественной войны на фронте. Как командир 37-го отдельного понтонно-мостового батальона участвовал в обороне Киева, обороне Сталинграда, а затем освобождении Крыма.
В июле-августе 1944 года подполковник Ян Берзин как командир 6-й понтонно-мостовой бригады 1-го Украинского фронта форсировал реки Западный Буг, Сан, Висла. В первый день форсирования Вислы в районе города Баранув-Сандомерски была переправлена 1-я гвардейская танковая армия, а затем 3-я гвардейская танковая армия, а также два корпуса 13-й армии. Когда на третий день противник прорвался в район переправы, понтонеры заняли оборону, обеспечивая переправу частей. Но вражеские автоматчики и 5 танков всё же прорвались непосредственно к переправам. Тогда Берзин поднял понтонный батальон в контратаку и исправил положение. Указом Президиума Верховного Совета СССР от 23 сентября 1944 за образцовое выполнение боевых заданий командования на фронте борьбы с немецко-фашистскими захватчиками и проявленные при этом мужество и героизм, подполковнику Яну Андреевичу Берзину присвоено звание Героя Советского Союза с вручением ордена Ленина и медали «Золотая Звезда» (№ 1997).
После войны продолжал службу. В 1951 году окончил Высшие академические курсы при Военно-инженерной академии. В 1947—1956 годах полковник Берзин — командир 16-го орденов Богдана Хмельницкого и Красной Звезды понтонно-мостового полка. Жил в Киеве.
Умер 3 июля 1956 года. Похоронен на Лукьяновском военном кладбище.

## Награды и память
- Орден Ленина
- 4 ордена Красного Знамени
- Орден Отечественной войны 1-й степени
- Орден Красной Звезды
- Медаль «За отвагу»[2]
- Медаль «За оборону Сталинграда»[2]

Стенды о подвигах Героя Советского Союза Яна Андреевича Берзина представлены в Национальном музее истории Великой Отечественной войны Украины и Ленинградском военно-инженерном музее.